# Fliegerabteilung 202 (Artillerie)
Fliegerabteilung 202 (Artillerie) – FA A 202 (Oddział lotniczy artylerii nr 202) – niemiecka jednostka obserwacyjna i rozpoznawcza wspomagania artyleryjskiego Luftstreitkräfte z I wojny światowej.

## Informacje ogólne
Jednostka została utworzona w dniu 20 listopada 1916 roku z Artillerie-Fliegerabteilung 202. Jednostka uczestniczyła w walkach na froncie zachodnim. Jednostka została rozwiązana do kapitulacji Niemiec.